# Юзеф Салезій Оссолінський
Юзеф Салезій Оссолінський (пол. Józef Salezy Ossoliński; 1734 — 16 жовтня 1790) — державний і військовий діяч Речі Посполитої.

## Життєпис
Походив з польського магнатського роду Оссолінських гербу Топор, старшої гілки. Другий син Юзефа Кантія Оссолінського, воєводи волинського, й Терези Стадницької. Здобув освіту в єзуїтському колегіумі в Познані. 1753 року вирушив у подорож з метою навчання країнами Західної Європи. Перебував у Люневілі (Лотарінгія) у свого діда Францішека Максиміліана Оссолінського. У 1759 році тут вступив до кадетської школи, яку закінчив через 3 роки.
Після того, як його старший брат Максиміліан Гіларій прийняв французьке підданство, став відповідно до заповіту діда головним спадкоємцем родинних маєтків у Речі Посполитій. У 1762 році після повернення на батьківщину почав кар'єру при дворі короля Августа ІІІ. Після смерті останнього 1763 року разом зі своїм батьком виступив проти кандидатури Станіслава Августа Понятовського на королівський трон. Того ж року отримав староство сандомирське.
1764 року брав участь у нарадах генеральної конфедерації Великого князівства Литовського. Разом зі своїм батьком запропонував наступ на російський корпус і надвірний загін Казимира Понятовського, щоб прорватися до Львова і приєднатися до військ Францішека Салезія Потоцького та Кароля Станіслава Радзивілла. Втім не рішучі дії інших протиників Понятовського змусили Оссолінських підкоритися. Того ж року на коронаційному сеймі увійшов до складу Асесорії королівської (спеціального королівського суду).
У 1767 році був обраний сандомірським маршалком у складі Радомської конфедерації. Того ж року був нагороджений Орденом Білого орла. У 1774 отримав посаду воєводи підляського і староство хмільницьке. У 1778 році став членом Департаменту справедливості Постійної Ради. Згодом отримав староство соколовське.
1781 року розширив права для мешканців міста Хшанув. Згодом запропонував проект Національної галереї з колекцією картин і скульптур. що повинна була розміщена в Краківській академії. Початком колекції він хотів запропонувати свою колекцію картин, а фінансовим забезпеченням цього мав стати дохід від Хшанува. 1789 року помер у Відні. Незважаючи на те, що наприкінці життя продав багато своїх маєтків (насамперед Оссолін), виплативши більшість своїх величезних боргів, на момент смерті його фінансове становище залишалося складним.

## Родина
1. Дружина (з 1774 року) — Анна, донька Александра Мацея Оссолінського, великого мечника литовського
дітей не було
2.Дружина — Матрона Пенхежевська, донька козака Хмільницького повіту
Діти:
- Юзеф Тимотеуш (1784—1790)